# 1,2-벤조퀴논
1,2-벤조퀴논(1,2-Benzoquinone)은 유기 화합물의 하나로, 화학식은 C6H4O2이다. 1,4-벤조퀴논과는 이성질체이다. 물과 에틸 에터에 녹는다. 불안정한 특성 때문에 이 물질을 마주하기는 드문 편이다.

## 생성
1,2-벤조퀴논은 수용액 상태에서 공기로 노출된 카테콜의 산화 작용을 통해, 또는 페놀의 산화작용을 통해 생성된다.
멜라닌의 전구체 역할을 한다.

## 같이 보기
- 1,4-벤조퀴논